# فرودگاه بارون-یورت
فرودگاه بارون-یورت (به انگلیسی: Baruun-Urt Airport) یک فرودگاه نظامی و غیرنظامی با کد یاتا UUN است که یک باند فرود چمن دارد و طول باند آن ۲۲۰۰ متر است. این فرودگاه در شهر بارون-یورت کشور مغولستان قرار دارد و در ارتفاع ۹۷۷ متری از سطح دریا واقع شده‌است.

## شرکت‌های هواپیمایی و مقصدهای پروازی
| شرکت‌های هواپیمایی      | مقصدهای پروازی |
| ---------------------- | -------------- |
| میات مونگولین ایرلاینز | بویانت-اوخا    |